# Francis Coquelin
Francis Coquelin (* 13. května 1991 Laval) je francouzský fotbalista, který od roku 2020 hraje za španělský klub Villarreal CF.

## Klubová kariéra
Francis začal s fotbalem ve svém rodném městě Laval, kde hrával za místní klub AS Laval Bourny. V roce 2005 přešel do většího klubu Stade Lavallois. Zde strávil tři roky než si ho všiml skaut Arsenalu Gilles Grimandi. Grimandiho Coquelin zaujal svým výkonem během reprezentačního zápasu Francie U17 proti Izraeli.

### Arsenal
Coquelin v červenci 2008 přestoupil do anglického Arsenalu, kde nejprve strávil nějaký čas na zkoušce. Přestože byla zkouška z důvodu zranění předčasně ukončena , tak Francis zanechal takový dojem, že se mu klub rozhodl nabídnout smlouvu. Francis si za Arsenal zahrál již během předsezonní přípravy, když nastoupil v přátelském utkání proti Barnetu a Szombathelyi Haladás. Během své první sezony v Arsenalu odehrál jedno utkání, a to 23. září 2008 v Carling Cupu proti Sheffieldu United. Coquelin nastoupil jako střídající hráč a z pozice pravého obránce pomohl Arsenalu k vysokému vítězství 6-0.
V následující sezoně 2009/10 odehrál dvanáct zápasů za rezervu, v nichž vstřelil dvě branky. Za první tým nastoupil 22. září 2009 v třetím kole Carling Cupu proti West Bromwich Albion a odehrál 58 minut než byl vystřídán. Do konce sezony si pak zahrál již jen dvakrát. Nejdříve jako střídající hráč v utkání Carling Cupu proti Liverpoolu, které Arsenal vyhrál 2-1, a poté nastoupil v FA Cupu, kde Arsenal překvapivě podlehl 1-3 Stoke City.

### FC Lorient (hostování)
Na začátku sezony 2010/11 souhlasil Francis s ročním hostováním v Lorientu, týmu z jeho rodné Francie. Za mužstvo debutoval 14. srpna 2010 jako střídající hráč při domácí prohře 1-2 s Nice. Svůj první gól v profesionální kariéře dal v utkání proti Stade Rennais. Lorient vyhrál 2-1 a Francis si připsal vítěznou branku. Ke konci sezony začal Coquelin nastupovat jako pravý záložník. Sezonu zakončil s 24 starty v Ligue 1 a jedním startem ve Francouzském poháru. Manažer týmu byl s jeho výkony velmi spokojen a pokusil se ho získat na hostování i pro následující ročník, což se mu nakonec nepodařilo.

### Arsenal (návrat)
V sezoně 2010/11 se Francis dočkal svého prvního ligového zápasu za Arsenal. 28. srpna 2011 nastoupil v základní sestavě na Old Trafford proti Manchesteru United. Francis při své premiéře odehrál 62 minut, a přestože patřil k lepším hráčům na hřišti, nedokázal odvrátit vysokou prohru 2-8. Své druhé ligové utkání si připsal v severolondýnském derby proti Tottenhamu. Přestože Arsenal prohrál 1-2, byl Coquelin fanoušky Arsenalu zvolen jako muž zápasu.

### SC Freiburg (hostování)
S Freiburgem se probojoval do základní skupiny H Evropské ligy 2013/14, kde vedle českého týmu FC Slovan Liberec narazil na portugalský GD Estoril Praia a španělskou Sevillu. Pro Freiburg to bylo vystoupení v evropských pohárech po 12 letech. Ve skupině skončil tým se ziskem 6 bodů na třetím místě a do jarních vyřazovacích bojů nepostoupil.

### Valencia
Během tří let odehrál za valencijské mužstvo 61 zápasů a vstřelil jeden gól.

## Reprezentační kariéra
Coquelin prošel francouzskými mládežnickými reprezentacemi od kategorie U17.

## Úspěchy

### Klubové
Arsenal
- Community Shield : 2014, 2015
- FA Cup : 2014/2015
- Premier Academy League: 2008/09
- FA Youth Cup: 2008/09

### Reprezentační
Francie
- Mistrovství Evropy ve fotbale hráčů do 19 let: 2010

## Statistiky

### Klubové
Aktualizováno k 14. 2. 2015
| Klub                          | Sezóna           | Liga   | Liga | Poháry | Poháry | Evropa | Evropa | Celkem | Celkem |
| Klub                          | Sezóna           | Starty | Góly | Starty | Góly   | Starty | Góly   | Starty | Góly   |
| ----------------------------- | ---------------- | ------ | ---- | ------ | ------ | ------ | ------ | ------ | ------ |
| Arsenal                       | 2008/09          | 0      | 0    | 1      | 0      | 0      | 0      | 1      | 0      |
| Arsenal                       | 2009/10          | 0      | 0    | 3      | 0      | 0      | 0      | 3      | 0      |
| FC Lorient (hostování)        | 2010/11          | 24     | 1    | 1      | 0      | 0      | 0      | 25     | 1      |
| Arsenal                       | 2011/12          | 10     | 0    | 6      | 0      | 1      | 0      | 17     | 0      |
| Arsenal                       | 2012/13          | 11     | 0    | 5      | 0      | 6      | 0      | 22     | 0      |
| SC Freiburg (hostování)       | 2013/14          | 16     | 0    | 3      | 0      | 5      | 1      | 24     | 1      |
| Arsenal                       | 2014/15          | 10     | 0    | 3      | 0      | 0      | 0      | 13     | 0      |
| Charlton Athletic (hostování) | 2014             | 5      | 0    | 0      | 0      | 0      | 0      | 5      | 0      |
| Celkem v kariéře              | Celkem v kariéře | 76     | 1    | 22     | 0      | 12     | 1      | 110    | 2      |